# Melanie Bender
Melanie Bender (née le 7 décembre 1974 à Mayence) est une chanteuse allemande.

## Biographie
Melanie Bender est la fille de Steve Bender, chanteur de Dschinghis Khan et producteur, qui découvre son talent enfant. Elle apprend la batterie et fait des études de prothésiste dentaire qu'elle arrête. Encouragé par Ralph Siegel, elle se lance dans une carrière de chanteuse.
Siegel intègre le girl group Mekado, qui représente l'Allemagne au Concours Eurovision de la chanson 1994 et est troisième du concours. Après des apparitions dans des émissions de télévision, notamment au ZDF Hitparade, elle décide de travailler comme soliste. Son deuxième album solo est produit par son père.

## Discographie
Albums
- Melanie Bender (1996), Critique (États-Unis)
- You Just Want Sex (1997), Avex Trax (Japon)

Singles
- Der Sommer ist vorbei / Nicht schon wieder (1993), Olympia
- Burning Up (1994), Jupiter Records
- You Just Want Sex [Vinyle 12″, CD-Maxi] (1995, 1996), Cold Front (États-Unis), Critique (États-Unis), Avex Trax (Japon); G.I.B. Music & Distribution (Allemagne)
- Hey Mother [Vinyle 12″] (1996), Popular Records (Canada)

## Source de la traduction
- (de) Cet article est partiellement ou en totalité issu de l’article de Wikipédia en allemand intitulé « Melanie Bender » (voir la liste des auteurs).